# Industriestraße (Quartier)
Das Wuppertaler Wohnquartier Industriestraße ist eines von neun Quartieren des Stadtbezirks Vohwinkel. Namensgebend ist die gleichnamige zentrale Durchgangsstraße.

## Geographie

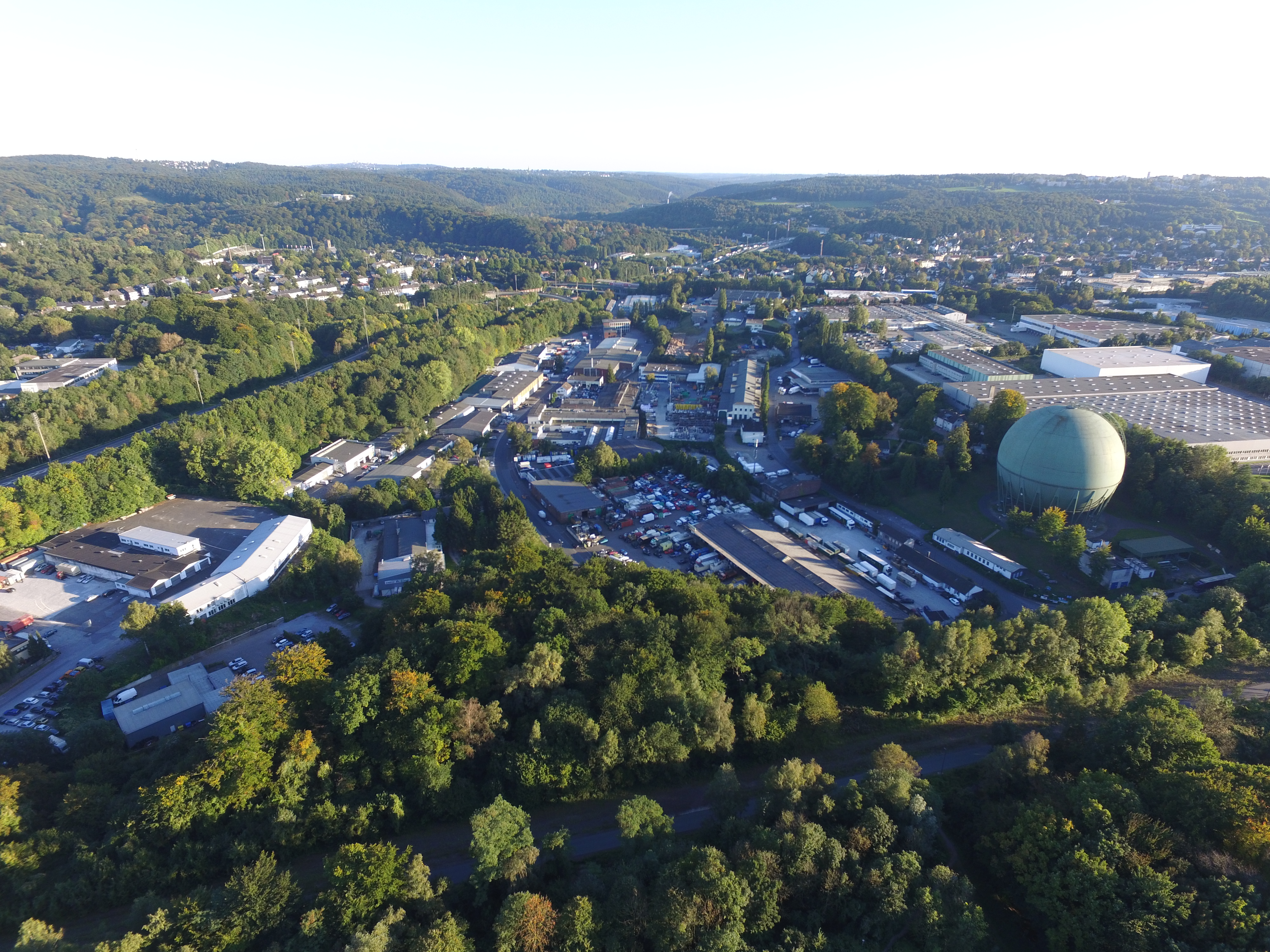
Wuppertaler Quartier Industriestraße mit dem Gasbehälter Möbeck

Das 0,7 km² große Wohnquartier wird im Osten von der Bundesautobahn 535, im Norden von der Wuppertaler Nordbahn, im Süden von der Bahnstrecke Düsseldorf–Elberfeld und im Westen von einer Verbindungskurve zwischen den beiden Bahnstrecken begrenzt.
Das Wohnquartier weist nur eine geringe Wohnbebauung auf, ist aber dagegen fast vollständig mit Gewerbeansiedlung unter den Namen Gewerbegebiet Sonnborn bzw. Industriegebiet Möbeck bebaut.
Markant für das Industriegebiet ist der 1958 erbaute Kugelgasbehälter.

## Die Straße „Industriestraße“
Die Industriestraße ist die Verlängerung der Möbecker Straße und beginnt im Süden an der Einmündung zur Heinrich-Heine-Straße und führt in nördlicher Richtung an dem Sonnborner Kreuz entlang. Die Straße wendet sich in einem weiten Bogen nach Westen und nach rund 900 Metern stellt sie nach Osten einen Anschluss über den Deutschen Ring zum Ortsteil Varresbeck her. Nach etwa 1000 Metern führt eine Verbindung über den Heuweg (durch einen Tunnel unterhalb der Bahntrasse) zum Wohnquartier Lüntenbeck. Kurz darauf mündet die von Süden kommende Essener Straße ein, die das Gewerbegebiet mittig durchläuft. Die Industriestraße, die weiterhin in einem weiten Bogen verläuft, endet nach rund 1400 Metern an einem Wendeplatz. Die Benennung der Straße erfolgte am 14. Dezember 1920.